# ロジャー・レイノルズ
ロジャー・レイノルズ（英語: Roger Reynolds、1934年7月18日 - ）は、アメリカ合衆国の現代音楽の作曲家。

## 略歴
1934年、ミシガン州デトロイト生まれ。ロス・リー・フィニー（英: Ross Lee Finney）に師事したが、後にクラスメートのロバート・アシュリーやゴードン・ムンマとともにONCEを設立。活発な前衛性を展開しており、「アイスクリームの王様」ではさまざまな音具の活用で話題を取る。レイノルズは前衛畑にいながら、どの学風も排除しない逸材であったため、1989年のピュリッツァー賞受賞はカイル・ガン（英: Kyle Gann）をして「最も賞から遠い派閥の人が成功した」と称えられた。
作品はペータース社から出版されている。
サントリーホール国際作曲委嘱シリーズ委嘱作品に、『交響曲「神話」』 (Symphony "Myths") (1990年) がある。